# 10101 Fourier
10101 Fourier este o planetă minoră (asteroid), cu un diametru de , din centura de asteroizi. A fost descoperită pe 30 ianuarie 1992 la Observatorul European Austral de Eric Walter Elst și a fost numită după Joseph Fourier. 
Obiectul prezintă o orbită caracterizată de o semiaxă mare de 2,2487607 UAi, o excentricitate de 0,1, o înclinație de 3,92063 ° în raport cu ecliptica.